# Sfera Ebbasta
Pour les articles homonymes, voir Boschetti.
Sfera Ebbasta, de son vrai nom Gionata Boschetti, né le 7 décembre 1992 à Sesto San Giovanni en Lombardie, est un rappeur et chanteur italien.
Aidé par son travail avec le producteur Charlie Charles, il est considéré comme l'un des pionniers de la trap en Italie,. En France, le jeune rappeur se fait connaitre à la suite de son apparition dans Anarchie, le premier album de SCH sur le titre Cartine Cartier. Il apparaîtra ensuite sur le titre de Booba « Téléphone », Gims sur le titre « Mamacita » et enfin une deuxième collaboration avec SCH sur « Soldi Famiglia », ce qui renforcera sa présence en France.

## Biographie

### Débuts (2011-2013)
Sfera Ebbasta commence sa carrière musicale en postant ses premiers titres sur YouTube entre 2011 et 2012. Il fait ensuite la rencontre de Charlie Charles, à l'occasion d'une fête à Hip Hop TV,. Ils forment le crew Billion Headz Money Gang, sous l'acronyme BHMG.
Le 15 septembre 2013, il publie la mixtape Emergenza Mixtape Vol. 1.

### XDVR(2014-2016)
Dès novembre 2014, lui et Charlie Charles produisent diverses vidéos publiées sur YouTube dont la chanson Panette, dans le but d'attirer un label,.
Le 11 janvier 2015 sort son premier projet intitulé XDVR, qui se compose de singles précédemment publiés et de nouvelles chansons. Initialement proposé en téléchargement gratuit, l'album est réédité en version reloaded le 23 novembre chez Roccia Music, le label indépendant de Marracash et Shablo, et distribué à l'échelle nationale ; il présente une liste de titres inédits dont XDVRMX (avec Marracash et Luchè) et Ciny, qui s'accompagne d'un clip et Trap Kings. L'album obtient un bon succès dans l'underground et aide à populariser le genre trap en Italie, qui est bien noté par la presse spécialisée,.
Le 20 janvier 2016, Sfera Ebbasta publie le titre Blunt and Sprite sur YouTube ; durant la même année, il participe à l'album Anarchie du rappeur français SCH, sur la chanson Cartine Cartier, produite par Charlie Charles et DJ Kore et publiée comme single promotionnel.

### Sfera Ebbasta(2016-2017)
Le 9 septembre 2016, il publie son premier album studio éponyme, Sfera Ebbasta,, distribué par la major Universal (en collaboration avec Def Jam) et publié après les singles BRNBQ (certifié disque d'or pour 25 000 exemplaires vendus), Cartine Cartier et Figli di papà, ce dernier étant certifié disque de platine pour 50 000 exemplaires vendus. Le disque sonne gangsta rap. Grâce à une promotion télévisuelle, participant à l'émission Matrix Chiambretti sur Canale 5, et une transmission radio Albertino Everyday sur Radio Deejay, l'album remporte un franc succès en Italie, débutant premier des classements italiens.
Le 10 mars 2017, Sfera publie le single Dexter, et est, plus tard dans le mois, invité par Charlie Charles sur le single Bimbi aux côtés des rappeurs Izi, Rkomi, Tedua et Ghali.

### Rockstar (2017-2019)
Au mois de juin 2017, il publie le single Tran Tran. En janvier 2018 sort l’album Rockstar, initialement prévu pour fin 2017. Il est composé en deux versions; l'une dite « italienne » et l'autre « Internationale ». Sur cette dernière, certains titres sont interprétés en featuring avec d’autres artistes (Quavo, Miami Yacine, Tinie Tempah, DrefGold, Rich the Kid et Lary Over).
Le 7 décembre 2018, il publie la réédition de Rockstar, nommée Popstar Edition, elle comprend un second disque contenant des sons inédits tels que Popstar, Uh Ah Hey et Happy Birthday.
Dans la nuit du 7 au 8 décembre 2018, un mouvement de panique lors d'un de ses concerts dans une discothèque à Corinaldo, près d'Ancône, cause la mort de six personnes.
Le 12 mars 2019, Sfera Ebbasta publie le single Mademoiselle après des mois de silence à la suite de la tragédie de la discothèque. Par la suite, il enchaine les duos avec des artistes italiens tels que Mahmood, Fabri Fibra ou Luchè.

### Collaborations, Famoso et Italiano (2020-2022)
Le 22 mars 2020, le rappeur italien DrefGold publie son deuxième album Elo, dans lequel Sfera Ebbasta apparait dans le single Elegante. Le 26 juin, le rappeur Guè l'invite dans le single Immortale de son album Mr. Fini.
Le 18 décembre 2020, Sfera publie son troisième album Famoso contenant des singles tels que Baby et Bottiglie Privè ainsi que de nombreux collaborations internationales avec notamment Offset, Future, Steve Aoki, Diplo, J Balvin et Lil Mosey
En 2021, il apparait sur le single de Blanco Mi fai impazzire. Le 6 mai 2022, Sfera sort l'EP Italiano composé de 5 sons réalisés avec Rvssian. Le 26 juillet 2022 il collabore avec Booba sur le titre Téléphone et chante avec lui au Stade de France lors de son concert du 3 septembre 2022.

### X2VR (2023-présent)
Le 17 novembre 2023, Sfera Ebbasta sort X2VR contenant des singles comme Calcolatrici avec Geolier, Baby Gang et Simba La Rue, 15 piani avec Marracash et Anche Stasera avec Elodie.

## Discographie
- 2013 : Emergenza Mixtape Vol. 1
- 2015 : XDVR
- 2016 : Sfera Ebbasta
- 2018 : Rockstar
- 2020 : Famoso
- 2022 : Italiano
- 2023 : X2VR